# Ekaterini Stefanidi
Ekaterini Stefanidi (Κατερίνα Στεφανίδη; Atenas, 4 de Fevereiro de 1990) é uma atleta grega, campeã olímpica e mundial do salto com vara.

## Carreira
Praticante do esporte desde a adolescência, quebrou todos os recordes nacionais  entre 11-14 anos a medida que mudava de faixa etária e aos 15 anos estabeleceu novo recorde mundial juvenil (sub-18) saltando 4,37 m; com esta idade teve sua primeira experiência internacional vencendo o Campeonato Mundial Juvenil de Atletismo de 2005, em Marrakesh, Marrocos, com 4,30 m. Em 2006 foi campeã e recordista da Gimnasíada e no ano seguinte ficou com a medalha de prata no Mundial Juvenil de Ostrava, na República Tcheca. Em 2008, foi medalha de bronze no Campeonato Mundial Júnior de Atletismo, na Polônia e recebeu uma bolsa de estudos para esportes da Universidade de Stanford, mudando-se para os Estados Unidos.
Estudando e competindo nos EUA, conseguiu sucessos nacionais quebrando por várias vezes o recorde da unversidade e vencendo a Pacific-12 Conference, torneio de diversos esportes que reúne várias universidades americanas. Em 2011 competiu fora do país ficando em segundo no Campeonato Europeu de Atletismo sub-23 e em terceiro na Universíade realizada na China, quando estabeleceu sua melhor marca pessoal de 4,45 m igualando o recorde grego sub-23; em 2012 ele foi superado, e se mantém o mesmo até hoje, quando saltou 4,51 m em Livermore, na Califórnia. Em Londres 2012, seus primeiros Jogos Olímpicos, não teve sucesso, porém, saltando apenas 4,25 m e ficando em 24º lugar nas eliminatórias.
Em 2014, competiu na Diamond League e ultrapassou 4,60 m na etapa de Nova York, ficando em quarto lugar, superando esta marca logo depois em Glasgow, com 4,65 m. Uma semana antes do Campeonato Europeu de Atletismo saltou 4,71 m, igualando o recorde nacional grego adulto e no Europeu conquistou sua primeira medalha numa grande competição internacional, ficando com a prata. Com mais uma vitória e um terceiro lugar na Diamond League, no fim do ano estava em 2º lugar no ranking da IAAF atrás apenas da brasileira Fabiana Murer.

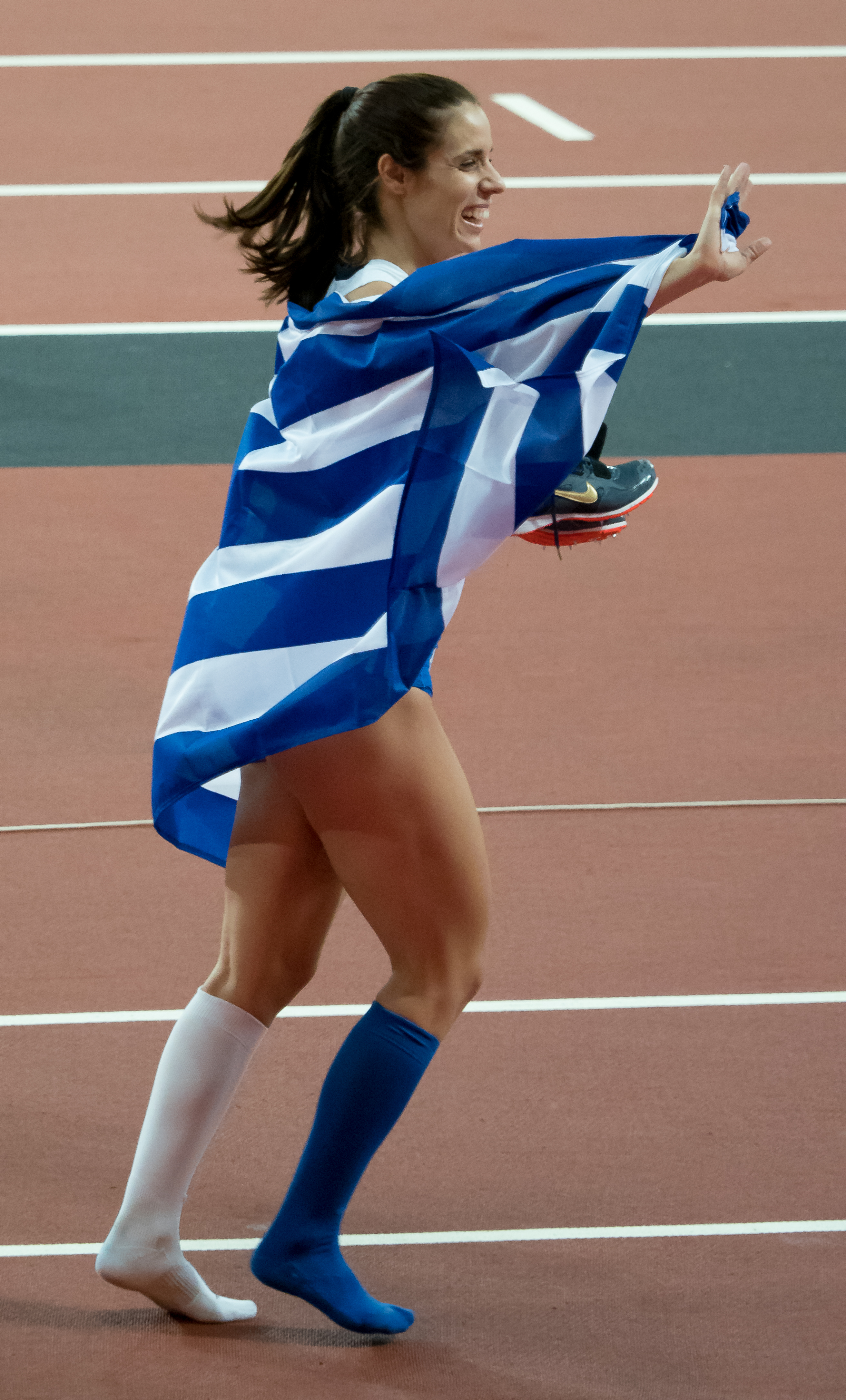
Stefanidi comemora seu título mundial em Londres 2017.

Em 2015, durante a sessão indoor do começo do ano no Hemisfério Norte,  aumentou sua marca para 4,77 m e conquistou a medalha de prata no Campeonato Europeu de Atletismo em Pista Coberta em Praga. Mas foi em 2016 que Ekaterini alcançaria o ápice da carreira, primeiro estabelecendo novo recorde nacional grego ao saltar 4,90 m nos Millrose Games, em Nova York, terceira melhor saltadora indoor da história até ali, atrás apenas de Yelena Isinbayeva e Jennifer Suhr, em seguida tornando-se pela primeira vez campeã europeia com um salto de 4,81 m, recorde do campeonato, no começo de julho em Amsterdã, e finalmente em agosto conquistando a medalha de ouro e o título de campeã olímpica na Rio 2016, com um salto de 4,85 m.
Foi bicampeã europeia em 2016 e 2018. No Campeonato Mundial de Atletismo de 2017, em Londres, ela sagrou-se campeã mundial conquistando a medalha de ouro com um salto de 4,91 m, novo recorde nacional grego.  Em Doha 2019, ficou com o bronze com um salto de 4,85 m. No mesmo ano sagrou-se tetracampeã da  prova na Diamond League. 
Durante a pandemia de covid-19, em maio de 2020 ela participou de um desafio online idealizado pelo francês Renaud Lavillenie e organizado pela World Athletics, junto com a americana Katie Nageotte e a canadense Alysha Newman, que consistia em que cada uma, sozinha em uma pista de atletismo em suas cidades e ao mesmo tempo, saltasse a marca de 4 m com a vara pela maior quantidade de vezes possível em dois períodos de 15 minutos cada; Stefanidi venceu passando a marca 34 vezes.
Em Tóquio 2020, defendendo seu título olímpico, ficou em 4º lugar. Em Paris 2024 superou apenas a marca de 4,70 m, ficando em 9º lugar.